# Keith Alexander (football)
Ne pas confondre avec Keith B. Alexander, général américain, ni avec Keith Alexander (acteur) (en), acteur australien.
Pour les articles homonymes, voir Alexander.
Keith Alexander est un footballeur puis entraîneur anglo-lucien, né le 14 novembre 1956 à Nottingham, en Angleterre et décédé le 3 mars 2010 à Lincoln. Évoluant au poste d'avant-centre, il est principalement connu pour ses saisons de joueur à Kettering Town, Barnet, Grimsby Town, Stockport County, Lincoln City et Mansfield Town ainsi que pour avoir été sélectionné en équipe de Sainte-Lucie.
Mais c'est surtout sa carrière en tant qu'entraîneur qui lui vaut sa renommée, à la tête notamment de Lincoln City, Peterborough United et Macclesfield Town. Réputé pour sa lutte contre les discriminations raciales, il est le deuxième entraîneur noir à coacher à titre définitif une équipe de Football League (après Tony Collins à Rochdale) ainsi que le premier arbitre noir de haut niveau en Angleterre.

## Biographie

### Carrière de joueur
Natif de Nottingham, il commence sa carrière dans l'un des deux clubs de la ville, Notts County. Il n'arrive pas à percer et doit se diriger vers des clubs non league, dont Alfreton Town et Boston United.
Sa carrière ne décolle vraiment que lorsqu'il rejoint Kettering Town en 1984, y restant deux saisons, ce qu'il n'avait jamais encore fait, changeant très régulièrement de club. Il y joue 74 matches de championnat pour 11 buts inscrits. En 1986, il est recruté par Barry Fry (en) pour Barnet. Il y reste de nouveau deux saisons, jouant 72 matches et inscrivant 22 buts.
Alan Buckley (en), l'entraîneur de Grimsby Town, le recrute pour 11 500£ en 1988. Il joue son premier match pour les Mariners en septembre 1988 contre Torquay United. Lors de sa première saison, il inscrit 14 buts en 44 matches joués, dont un en FA Cup contre Wimbledon, tenant du titre, à Plough Lane. Lors de sa deuxième saison, il inscrit 12 buts en 38 matches joués, dont un doublé pour une victoire 2-0 contre Southend United, victoire qui permet au club d'obtenir la promotion.
Il joue par la suite pour Stockport County, Lincoln City et Mansfield Town, où il devient le joueur le plus âgé à avoir inscrit un but pour le club, en marquant contre Crewe Alexandra. Il rejoint enfin le championnat nord-irlandais en partant en prêt pour Cliftonville. Il y marque un but décisif dès son premier match pour une victoire 4-3 contre Portadown. Il inscrit aussi un doublé pour éliminer Linfield en quart de finale de la Coupe de la ligue.
De retour à Mansfield Town, il ne joue qu'un seul match supplémentaire, en janvier 1996 au cours duquel il reçoit une blessure qui signera la fin de sa carrière de joueur, même si au cours de l'année suivante, il sera quand même inscrit comme entraîneur-joueur à Ilkeston Town F.C. (en) sans jouer un match.

### Carrière internationale
En 1990, alors qu'il joue pour Grimsby Town, il reçoit trois sélections pour l'équipe de Sainte-Lucie.

### Carrière d'entraîneur
Il commença sa reconversion comme entraîneur avant même la fin de sa carrière de joueur. À Lincoln City, il obtient le poste d'entraîneur des équipes de jeunes, guidant notamment Darren Huckerby et Matt Carbon (en) dans leurs jeunes années. À la fin de la saison 1992-93, à la suite du renvoi de Steve Thompson (en), il est nommé à la tête du club tout d'abord de manière intérimaire puis définitive à l'été 1993, devenant ainsi le deuxième entraîneur noir d'une équipe de Football League, après Tony Collins à Rochdale dans les années 60 (Ed Stein n'ayant assuré uniquement un intérim à Barnet). Il y restera une saison avant d'être remplacé par Sam Ellis (en).
Par la suite, il entraîne deux clubs non league, Ilkeston Town (en) pendant 4 saisons et Northwich Victoria une saison. À Ilkeston Town (en), il arrive à obtenir le meilleur classement de l'histoire du club, et deux belles performances en FA Cup, éliminant des clubs de Football League, Boston United et Carlisle United. À Northwich Victoria, il prend l'équipe alors qu'elle a cinq points de retard sur le premier non-relégable et arrive à la sauver de la descente et réussissant par ailleurs une belle performance en FA Cup, tenant en échec 3-3 Leyton Orient.
Le 11 juillet 2001, il retourne à Lincoln City comme directeur sportif, devenant rapidement entraîneur-adjoint d'Alan Buckley (en), son ancien coach à Grimsby Town. À la fin de la saison 2001-02, avec le club placé en redressement judiciaire à la suite de difficultés financières, Buckley est relevé de ses fonctions et Alexander est placé à la tête de l'équipe.
La direction du club est finalement reprise par un conglomérat d'associations de supporteurs (en) et les résultats sur le terrain sont plutôt bons, le club terminant dans les places qualificatives pour les play-offs de promotion en Second Division. En demi-finale, ils éliminent Scunthorpe United avant de perdre en finale au Millennium Stadium de Cardiff contre Bournemouth. Le score de cette finale 5-2 constitue d'ailleurs un record de buts pour une finale de play-offs. D'avoir réussi à transformer une équipe qui avait échappé de justesse à la relégation l'année précédente en une prétendante à la promotion, et cela avec un budget au cordeau, a valu à Alexander d'entrer dans l'estime des supporteurs du club, obtenant le surnom d'Alexander the Great.
La saison suivante fut plus difficile, Alexander souffrant d'un anévrisme intracrânien, ce qui l'obligea à laisser le club entre novembre 2003 et février 2004 pour subir des soins. Toutefois, le club arriva à jouer de nouveau les play-offs de promotion, éliminé en demi-finale par Huddersfield Town. La saison 2004-05 voit le club obtenir de nouveau une place qualificative pour les play-offs de promotion, éliminant Macclesfield Town en demi-finale. La finale, jouée au Millennium Stadium de Cardiff, les voit perdre 0-2 après prolongation contre Southend United.
La saison suivante voit de nouveau Lincoln City jouer les play-offs de promotion, éliminé cette fois-ci en demi-finale par les rivaux de Grimsby Town. Ce résultat fait d'Alexander le seul entraîneur à avoir connu 4 défaites successives en play-offs de promotion. Peu après cette élimination, le club et Alexander se séparent à l'amiable.
Le 30 mai 2006, il devient entraîneur de Peterborough United en remplacement de Steve Bleasdale (en). Malgré de bons débuts, avec notamment l'élimination d'Ipswich Town en League Cup, une série de 6 défaites d'affilée lui vaut d'être démis de ses fonctions en janvier 2007. Malgré son court passage à Peterborough United, sa volonté de dénicher des talents dans les championnats non-league aura permis à des tels joueurs tels que George Boyd, Aaron McLean (en) et Craig Mackail-Smith de signer leur premier contrat professionnel et à sortir de l'anonymat.
Le 9 mai 2007, il est nommé directeur sportif de Bury mais quittera le club le 14 janvier 2008 avec le départ de l'entraîneur du club, Chris Casper (en).
Le 27 février 2008, il devient l'entraîneur de Macclesfield Town, en remplacement de Ian Brightwell. Le club est alors en lutte pour éviter la relégation, et les bons résultats obtenus sous le commandement d'Alexander lui permettent d'assurer son maintien en avril 2008 et à Alexander de signer une prolongation de contrat de deux ans.
Le 2 mars 2010, au retour d'un match à Notts County, il se sent mal et est amené à l'hôpital de Lincoln où son état se détériore rapidement et où il décède le lendemain. Il devait diriger son 100e match avec Macclesfield Town le week-end suivant.
En sa mémoire, les clubs de Lincoln City et Grimsby Town ont ouvert les portes de leur stade pour que les supporteurs puissent venir y déposer des fleurs et s'y recueillir. Les joueurs de Grimsby Town ont porté des brassards noirs pour leur match suivant contre Shrewsbury Town. Brian Laws et Paul Ince, notamment, ont salué son importance pour lutter contre la discrimination envers les entraîneurs noirs.
Les joueurs de Macclesfield Town ont porté des maillots spéciaux pour leur match suivant qui se jouait à l'extérieur contre Hereford United, avec l'inscription dans le dos "Rest In Peace Gaffer". Chacun des deux buts inscrits par Macclesfield Town a été l'occasion de saluer sa mémoire avec toute l'équipe pointant le doigt vers le ciel. Pendant le match, les supporteurs ont chanté "Keith Alexander, his spirit lives on".
Le 13 mars 2010, pour leur premier match à domicile depuis la mort d'Alexander, Macclesfield Town a invité chaque club qu'Alexander avait entraîné à participer à une commémoration qui a culminé avec le lâcher de 53 colombes (Alexander avait 53 ans quand il est mort).
L'équipe d'Angleterre et d'Angleterre espoirs ont porté des brassards noirs pour leurs matches respectifs contre l'Égypte et la Grèce espoirs.
De très nombreuses équipes de tout niveau ont décidé de porter un brassard noir pour le match suivant ainsi que de faire respecter une minute de silence ou une minute d'applaudissements.
Les funérailles se sont déroulées le 15 mars 2010, à la Cathédrale de Lincoln. Un match en son honneur a été joué le 3 mai 2010 au Sincil Bank (en), le stade de Lincoln City, avec la présence sur le terrain de joueurs tels que Paul Merson, Jimmy Floyd Hasselbaink ou encore Les Ferdinand.

#### Statistiques
Au 3 mars 2010.
| Équipe              | Depuis          | Jusqu'au        | Matches | Victoires | Nuls | Défaites | % Victoires |
| ------------------- | --------------- | --------------- | ------- | --------- | ---- | -------- | ----------- |
| Lincoln City        | 1er août 1993   | 16 mai 1994     | 48      | 13        | 13   | 22       | 27,08       |
| Lincoln City        | 5 mai 2002      | 24 mai 2006     | 213     | 81        | 69   | 63       | 38,03       |
| Peterborough United | 30 mai 2006     | 15 janvier 2007 | 34      | 14        | 7    | 13       | 41,18       |
| Macclesfield Town   | 27 février 2008 | 3 mars 2010     | 99      | 27        | 26   | 46       | 27,27       |
| Total               | Total           | Total           | 394     | 135       | 115  | 144      | 34,26       |